# Jin Mi-jung
Jin Mi-jung (28 de janeiro de 1978) é uma basquetebolista profissional sul-coreana.

## Carreira
Jin Mi-jung integrou a Seleção Sul-Coreana de Basquetebol Feminino em Pequim 2008, terminando na oitava posição.